# گابریلا فری
ماریا گابریلا فری (به ایتالیایی: Maria Gabriella Ferri) (زاده ۱۸ سپتامبر ۱۹۴۲ درگذشته ۳ آوریل ۲۰۰۴) یک خواننده ایتالیایی زاده رم بود. فری خوانندگی را در سال ۱۹۶۳ در نایت کلوب آغاز کرده و از خوانندگان پرطرفدار رم با خواندن آوازهای مردم پسند شد.